# Varna (Bulgària)
|  | Per a altres significats, vegeu «Varna». |

Varna (en búlgar: Варна) és la ciutat més gran de la costa búlgara de la mar Negra i la tercera del país després de Sofia i Plòvdiv, amb una població de 334.870 habitants (cens del 2011); és la capital de la província de Varna i de la municipalitat de Varna. És considerada capital d'estiu de Bulgària i és la seva principal destinació turística; és un centre de negocis, centre universitari, port i quarter de la marina nacional i seu de la Regió Planificada del Nord-est (NUTS II), que inclou la província de Varna i les de Dòbritx, Xumen i Targovixte. El 2008 fou a més designada pel Consell d'Europa com a capital de l'euroregió de la Mar Negra (lleugerament diferent a l'euroregió de la Mar Negra).
Correspon amb l'antiga ciutat d'Odessos, una colònia grega establerta el segle vi aC per colons de Milet.

## Història

### Prehistòria
S'han trobat restes prehistòriques, destacant la de l'Eneolític (5500 aC) amb necròpolis anomenades "Necròpolis de Varna" que són un lloc clau de la prehistòria europea; aquestes necròpolis han donat nom a la Cultura de Varna; el lloc és considerat com el més important dels llocs antics per les seves troballes d'artefactes d'or dins dels propis límits de la ciutat; a la comarca més àmplia dels llacs de Varna i les coves i fonts adjacents hi ha uns 30 establiments prehistòrics amb elements datats almenys del Paleolític mitjà fa uns 100.000.

### Història antiga

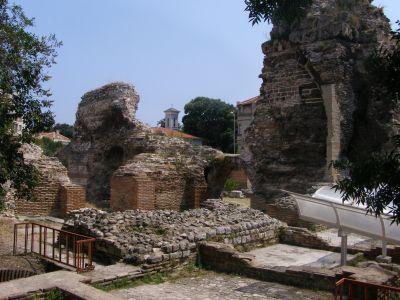
Ruïnes de les termes d'Odessos, a la ciutat de Varna

Cal no confondre aquesta Odessos, a la costa de Tràcia, amb l'Odessos d'Escítia, una altra colònia grega vora l'actual Odessa (Ucraïna).
Odessos (en grec antic: Ὀδησσός, llatí: Odessus) fou una ciutat de la costa occidental de l'Euxí, situada a uns 20 km al nord del riu Panisos i uns 30 km de Dionisiòpolis. Fou fundada com a colònia de Milet al començament del segle vi aC amb la funció de factoria comercial. Per les troballes arqueològiques sembla que l'establiment grec se situà sobre un establiment traci anterior. Efectivament, Odessos no sembla un nom grec, i podria ser d'origen traci. És possible que la ciutat fos de poblament mixt, amb grecs i tracis indígenes (getes crobizis i terizis) del rerepaís. Efectivament, les excavacions als jaciments tracis de la zona mostren una ocupació sense aturada del segle vii aC al IV, amb relacions comercials estretes amb Odessos, i ja a partir del segle v aC es troben inscripcions en traci escrites en alfabet grec. D'altra banda, la ciutat adorava un gran déu traci el culte del qual va subsistir en període romà.
Les inscripcions trobades indiquen que es va regir per un sistema de govern democràtic que liderava una confederació de cinc ciutats gregues de la zona (Pentàpolis): Odessos, Tomis, Cal·latis, Mesàmbria i Apol·lònia. Odessos també fou part de la Lliga de Delos (425 aC) durant la Guerra del Peloponnès.
El 339 aC fou assetjada sense èxit per Filip II de Macedònia, que va ser persuadit pels sacerdots dels getes a acceptar un tractat; després es va rendir a Alexandre el Gran el 335 aC, i fou després regida pel diàdoc Lisímac contra el qual es va revoltar el 313 aC dins d'una coalició amb altres ciutats pòntiques i amb els getes. L'Odessos romana, primerament inclosa a la Praefectura orae maritimae i després (15 dC) incorporada a la província de Mèsia (més tard dividida quedant a la Mèsia Inferior), cobria unes 47 hectàrees de la moderna Varna i tenia uns destacats banys públics, erigits al segle ii, que són avui dia les restes romanes més gran de Bulgària (l'edifici mesurava 100 x 70 metres i 25 metres d'alt) i el quart més gran d'Europa. S'hi disputaven uns jocs atlètics cada cinc anys, i es creu que almenys Gordià III hi va ser present el 238.
Odessos fou un centre cristià primerenc, tal com suggereixen les restes de basíliques, un monestir monofisita i indicis que un dels setanta deixebles, Ampliat, seguidor d'Andreu apòstol (que segons l'Església Ortodoxa Búlgara va predicar a la ciutat l'any 56), va ser bisbe local. El 442 un tractat de pau entre Teodosi II i Àtila es va signar a Odessus. Al segle vi els documents imperials l'esmenten com a ciutat santa o sacratissima civitas. El 513 fou el centre de la revolta del general Vitalià: el 536 Justinià I la va fer seu de la Quaestura exercitus regida pel prefecte de Scythia o quaestor Justinianus i que incloïa la Mèsia Inferior, Escítia, Cària, les Illes de l'Egeu i Xipre; més tard el camp militar a l'exterior d'Odessus fou seu d'un altre alt comandant militar romà d'Orient, el magister militum per Thracias. L'anomenada línia Jireček, que marca la frontera lingüística entre el llatí i el grec va pels Balcans des d'Odessus fins a la mar Adriàtica. A la vora del llac de Varna o Devnya s'esmenta la ciutat romana de Marcianòpolis que hauria estat destruïda pels búlgars al segle vi quan es comença a parlar de Varna.
Teòfanes el Confessor esmenta per primera vegada el nom de Varna com el nom donat pels eslaus quan van conquerir els Balcans als segles vi i vii. El nom podria ser no obstant més antic encara, i podria derivar de l'arrel proto-indoeuropea we-r- (aigua), del proto-eslau varn (negre), o de l'iranià bar o var (camp, fortalesa). Segons Teòfanes, el 680, Asparukh Khan, fundador del Primer Imperi Búlgar, va derrotar un exèrcit de Constantí IV prop del delta del Danubi, i perseguint-lo va arribar a l'anomenada Varna, prop d'Odyssos i terres de l'entorn (ἐλθόντες ἐπὶ τὴν λεγομένην Βάρναν πλησίον Ὀδύσσου καὶ τοῦ ἐκεῖσε μεσογαίου); potser el nom nou fou aplicat inicialment al riu adjacent o al llac, al camp militar romà o a les terres del rere ciutat, i només més tard a la ciutat mateixa. Al segle x el nom Varna estava tan fermament establert que quan els romans d'Orient van recuperar el domini de l'àrea de mans dels búlgars als anys 970, el van mantenir en comptes de restaurar el nom d'Odessus.
S'ha suggerit que el tractat de pau del 681 entre Bulgària i l'Imperi Romà d'Orient que establia el Primer Imperi Búlgar, fou signat a Varna, i que a la seva rodalia va estar la primera capital provisional del país al sud del Danubi, possiblement a una antiga població prop del llac Varna a la costa nord anomenada Theodorias (Θεοδωριάς) per Justinià I, fins que al cap de poc es va traslladar a Pliska a 70 km a l'oest. Asparukh va fortificar el riu Varna amb una muralla contra possibles atacs romans d'Orient, mur conegut com a Asparuhov val (Muralla d'Asparukh) que encara es conserva. Nombrosos establiments búlgars del segle vii han estat excavats a la vora de la ciutat i més a l'oest; la costa nord del llac de Varna, més que altres regions, fou densament poblada per búlgars; s'ha suggerit que Asparukh era conscient de la importància del camp militar romà (campus tribunalis) establert per Justinià I a l'exterior d'Odessus i el considerava (al camp o al que en quedava) com a legítima seu de poder per les províncies de Moesia Inferior i Scythia.

### Edat mitjana
El control de la ciutat va canviar de mans dels búlgars al romans d'Orient i a l'inrevés diverses vegades durant l'edat Mitjana. A la part final del segle ix i la primera meitat del segle x Varna fou seu del scriptorium de l'escola literària de Preslav a un monestir fundat per Borís I de Bulgària que l'hauria utilitzat com a retir monàstic; l'scriptorium hauria tingut un paper clau en el desenvolupament del ciríl·lic per erudits búlgars dirigits pels deixebles dels sants Ciril i Metodi. Karel Škorpil fins i tot suggereix que Borís I hauria estat enterrat allí. La cultura sincrètica hel·lenística, tràcia, romana amb influències orientals com armènia, siríaca i persa que es va desenvolupar a Odessus al segle vi sota Justinià I, hauria influenciat la cultura de Pliska-Preslav en el Primer Imperi Búlgar en arquitectura i arts plàstiques decoratives, i probablement també en literatura. El 1201, Kaloian de Bulgària va ocupar la fortalesa de Varna que estava en mans romanes d'Orient, un dissabte sant, utilitzant una torre de setge, i la va assegurar per al Segon Imperi Búlgar.
A la segona meitat del segle xiii el tractat de Nimfèon del 1261, una aliança ofensiva-defensiva entre Miquel VIII Paleòleg i la República de Gènova que obria la mar Negra al comerç genovès, va convertir Varna en un centre portuari comercial freqüentat per vaixells genovesos i després per venecians i ragusans. Les dues primeres repúbliques van tenir cònsols a la ciutat i algunes colònies de residents; els mercaders de Ragusa van restar actius a la ciutat fins al segle xvii operant des de la seva colònia a la propera Provadiya). La ciutat estava flanquejada per dues fortaleses amb ports comercials propis, Kastritsi i Galata, cadascuna de les quals podia veure a l'altra, i estava protegida també per dos fortaleses dominant els llacs, Maglizh i Petrich. Cereals, pells, mel, cera, vi, fusta i altres productes agrícoles locals s'enviaven als mercats italians i de Constantinoble principalment, mentre que aliments i productes de luxe mediterranis arribaven a Varna. La ciutat va introduir la seva pròpia moneda, el perper de Varna, a la meitat del segle xiv; les monedes de Bulgària i Venècia van tenir un canvi ficat per tractat. Joieria artística, ceràmica decorativa, pells de qualitat, aliments processats i altres objectes artesanals van florir; la construcció de vaixells es va desenvolupar a la desembocadura del riu Kamchiya.
Els portolans italians del segle xiv mostraven Varna com el principal port entre Constantinoble i el delta del Danubi; generalment esmenten la regió com a Zagora. Des de 1340 va ser part del despotat de Dobrudja que s'havia separat de Bulgària. La ciutat fou assetjada sense èxit per Amadeu VI de Savoia, que havia capturat totes les fortaleses búlgares més al sud, incloent Galata, el 1366. El 1386, Varna va esdevenir breument capital del Principat de Karvuna, i poc després, el 1389, era ocupada per l'Imperi Otomà. No és clar quan va retornar als romans d'Orient, però hauria estat probablement per cessió de Suleyman I (fill de Baiazet I) el 1403 (que sembla més probable que una cessió de Mehmet I el 1413) a Manuel II Paleòleg (1391-1425). El 1414 fou saquejada pels tàtars. És possible que els romans d'Orient l'haguessin mantingut fins al 1444, ja que entremig no consta cap conquesta otomana o dels tàtars.
El 10 de novembre de 1444 es va lliurar una de les majors batalles de les croades: els otomans van derrotar un exèrcit de 20.000 croats dirigit per Ladislau III Jagellon o Władysław III de Polònia o Ulászló I d'Hongria) i pel voivoda de Transsilvània Joan Hunyadi, que s'havia reunit al port per embarcar cap a Constantinoble; l'exèrcit croat fou atacat per un exèrcit superior de 55.000 o 60.000 otomans manats pel mateix sultà, Murad II. Ladislau III fou mort en un intent de capturar al sultà, i és conegut per això com Warneńczyk (paraula polonesa que vol dir el de Varna) o Várnai Ulászló (el mateix en hongarès) i Ladislaus Varnensis en llatí. El fracàs de l'anomenada Croada de Varna va comportar la caiguda de Constantinoble a mans dels otomans el 1453; després del 1453 els otomans van imposar el seu domini a les fortaleses que restaven a la costa de la mar Negra i Varna (amb tota Bulgària) va quedar sota domini otomà per uns segles. Avui dia hi ha un cenotafi de Ladislau III a Varna.

### Govern otomà
Varna fou part del sandjak de Solistra, en el qual fou la principal nahiye de Dobrudja. Varna va conservar una població búlgara notable i fou sota els otomans un port agrícola i comercial on es construïen vaixells. Al segle xvi va patir alguns atacs dels cosacs. Evliya Çelebi la va visitar el segle xvii i descriu la guarnició. Varna fou més tard una de les anomenades Fortaleses del Quadrilàter (junt amb Rousse, Xumen, i Silistra) que controlaven Dobrudja i contenien als russos que la van ocupar temporalment el 1773. A l'inici del segle xix els habitants grecs es van unir a l'organització patriòtica Philikí Hetairía i van tenir activitat revolucionaria a Varna a l'inici de la guerra de la independència grega (1821); alguns notables que van participar en el moviment nacional grec foren executats pels otomans, si bé altres van poder fugir a Grècia.
Altre cop fou ocupada pels russos el 1828, després d'un llarg setge, durant la guerra Russo-Turca de 1828-1829, sent retornada a Turquia el 1830 però després d'arrasar la fortalesa (Kale). Després de 1840 es va cerar el sandjak de Varna, i la ciutat fou capçaleera d'un kada, dins de l'eyalat de Silistra. Els turcs van construir una nova fortalesa, yeni Kale, acabada el 1851. Fou base de les forces aliades angleses, franceses i piemonteses (60.000 homes) durant la guerra de Crimea de 1853-1856, però fou afectada per una epidèmia de còlera i devastada per un incendi. Hi ha un monument britànic i un francès al cementiri on ven ser enterrades les víctimes del còlera. El 1864 el sandjak i el kada foren agregats al wilayat de Tuna (Danubi). El 1866 el primer ferrocarril de Bulgària va unir Varna amb Rousse al Danubi enllaçant després amb l'Orient Express que unia Istanbul amb Europa central. Catorze consolats operaven a Varna el 1841 (després reduïts a 12).
El 27 de juliol de 1878 Varna es va rendir als russos sense lluita. Els búlgars locals van participar en el renaixement nacional; Vassil Levski va establir a Varna una societat secreta revolucionaria.

### Estat de Bulgària
El 1878 la ciutat tenia 26.000 habitants; fou assignada al principat de Bulgària pel tractat de Berlín de 1878. Varna fou ciutat del front en la primera Guerra Balcànica i la I Guerra Mundial; la seva economia fou afectada per la pèrdua del seu hinterland agrari del sud de Dobrudja que va passar a Romania del 1913 al 1916 i de 1919 a 1940. A la II Guerra Mundial l'Exèrcit Roig va ocupar la ciutat el setembre de 1944.
Al final del segle xix i començament del XX van emigrar gran part dels turcs que vivien a la zona i també els grecs, i en canvi van arribar búlgars des de Dobrudja, Bessaràbia, i Àsia Menor, i més tard refugiats de Macedònia, Tràcia oriental i Dobrudja del sud (al final de la segona guerra dels Balcans i al final de la I Guerra Mundial). La diversitat ètnica de Varna va donar pas a una població heterogènia búlgara majoritària si bé es van mantenir petites minories de gagaüsos, armenis i jueus sefardites.
La construcció de l'Euxinograd, un palau reial d'estiu (avui dia el govern búlgar hi manté les reunions d'estiu) la va convertir de facto en capital d'estiu del país. A partir dels anys 1950 va començar el turisme de masses principalment soviètic, fins als anys 1970. Del 20 de desembre de 1949 al 20 d'octubre de 1956 la ciutat fou rebatejada pel govern comunista com Stalin. El 1962 s'hi va celebrar l'Olimpíada dels Escacs. El 1969 i 1987, Varna va ser hoste dels campionats de Gimnàstica Rítmica. Del 30 de setembre al 4 d'octubre de 1973 s'hi va celebrar el Congrés Olímpic al Palau d'Esports. Té presentada candidatura a capital europea de la cultura pel 2019.

## Demografia
Dades de població en diversos anys:
- meitat segle xvi = 1200/1500
- 1659 = 1700 cristians i 4000 musulmans
- 1830 = 26.000
- 1855 = 16.000
- 1881 = 24.561
- 1887 = 25.256
- 1901 = 34.922
- 1910 = 41.419
- 1934 = 69.563
- 1946 = 76.954
- 1956 = 120.345
- 1965 = 180.633
- 1975 = 253.039
- 1985 = 302.816
- 1992 = 308.601
- 2001 = 312.889
- 2005 = 312.026
- 2009 = 320.837
- 2011 = 334.870

## Govern
La municipalitat (община, obshtina, comuna) està formada per la ciutat i cinc pobles suburbans: Kamenar, Kazashko, Konstantinovo, Topoli, i Zvezditsa. El cap executiu és l'alcalde (кмет, kmet nom relacionat amb comte); els alcaldes han estat tres: Voyno Voynov (socialista, interí, 1990–1991; Hristo Kirchev (socialista, elegit, 1991–1999; i Kiril Yordanov, independent, 1999–present (reelegit per tercera vegada el 2007). El legislatiu local està format per 51 membres elegits.

## Agermanaments
| - Aalborg, Dinamarca - Amsterdam, Països Baixos - Àqaba, Jordània - Barcelona, Catalunya - Bayburt, Turquia - Dordrecht, Països Baixos - Gènova, Itàlia - Hamburg, Alemanya - Kavala, Grècia - Khàrkiv, Ucraïna - Liverpool, Regne Unit - Lió, França - Malmö, Suècia - Medellín, Colòmbia |  | - Memphis, EUA - Miami, EUA - Novossibirsk, Rússia - Odessa, Ucraïna - Pireu, Grècia - Rostock, Alemanya - Sant Petersburg, Rússia - Stavanger, Noruega - Szeged, Hongria - Turku, Finlàndia - Vysoké Mýto, Txèquia - Washington, Tyne and Wear, Regne Unit - Wels, Àustria - Surabaya, Indonèsia |